# آدریان (سده)
منطقه آدریان، یکی از محله های حاشیه کوه آتشگاه اصفهان است. این محله بر اساس تقسیم بندی‌ های سیاسی، جزو محله های تابع شهرستان خمینی شهر (سده) می‌باشد. دین مردم محله مانند سایر مردم شهرستان، اسلام و مذهبشان شیعه ‌است. در مورد چگونگی ارتباط نام این محله و کوه آتشگاه هنوز یافته ‌های موثقی در دست نیست. اما آنچه که روشن است دلیل نامگذاری این محله مسلماً وجود آتشگاه زرتشتی بر بالای کوه آتشگاه ‌است.

## وجه تسمیه
الف) آدُران: آدریان (آذران) همان آتشگاه یا آتشکده‌است. به روزگار ایران باستان این کلمه تشکیل یافته از دو بخش <آدر> و <ان> است. بخش نخست به معنای آذر یعنی آتش است. در برهان قاطع آمده: آدر بر وزن مادر همان آذر= آتش است. در لغتنامه دهخدا نیز این معنا دیده می‌شد و اما پاره دیگر <ان> است که در نام‌های جغرافیایی علامت نسبت فراوان است، از قبیل گرگان و... بنابراین ترکیب آذر+ان جایی را تداعی می‌کند که آدر= آذر= آتش در آن بسیار است و این یادگاری است به روزگار ایران باستان و رواج دین زردشت
ب) ظرفی که آتش را در آن نگهداری می‌کردند: آدوران، آتشدان و آتشگاه نام گذاری کرده‌اند.
ج) اشخاصی که به خدمت آتش و نگهداری از آن بر می‌آمدند «آتخش بندگ» یا «آدوران بندگ» که شخصی آزاد حتی از اصلی اشرافی بوده و صرفاً در معنای مجازی کلمه «برده» به شمار می‌آمده و از لحاظ مذهبی «مقید» به آتش بوده‌است

## آیین‌ها و سنت‌ها
همانطور که گفته شد مذهب مردم این محله شیعه‌است. مردم آدریان مانند دیگر مردم ایران زمین آیینهای سنتی ملی خویش را از دست نداده و در روزهایی مانند نوروز، سیزده فروردین، شب یلدا و چهارشنبه آخر سال از آیین گذشتگان خویش پیروی می‌کنند.
یکی دیگر از مراسمهای مشهور در منطقه آدریان مراسمهای عزاداری محرم است. طبق سنت مردم این منطقه مراسمهایی از قبیل زنجیر زنی، دسته روی و تعزیه خوانی همه ساله در ایام محرم در این منطقه برگزار می‌شود.

## نژاد
شاید بتوان گفت نژاد مردم این محله یکی از اصیل‌ترین نژادهای قوم پارس است. زیرا منطقه آدریان از معدود مناطق شهرستان است که اکثر ازدواجها در آن بین مردم خود روستا انجام می‌شود و در واقع نژاد و ژنتیک این مردم کمتر با دیگر اقوام ترکیب شده‌است.وجود مردم سپید روی چشم سیاه و ابرو کمان در این منطقه که نماد مردم پارسی است گواهی بر این مدعاست.
با سلام بنده خود از بازمانئگان نخستین خاندان این آبادی هستم طبق گفته پدرانمان سه برادر زردشتی وارداین منطقه شده و به کشاورزی مشغول می شوند (شاید مقارن با دولت صفویه) یک برادر در منطقه آدریان و دوم در منطقه کوشک بالاتر در مسیر جاده نجف آباد و یرادر سوم در منطقه محمود آباد معروف به شهر سنگ در آن سوی فلکه انوشیروان ساکن شده و گویا زمینهای آبادی و اطراف آن توسط ایشان و فرزندانشان آباد می شود جد اعلای ما که یکی از همان سه برادر بوده بنام خسرو در سن هشتاد سالگی مسلمان و شیعه گردیده اورا ختنه می کنند و بعدها دارای فرزندی می شود که وی را صفر نام گذاشته و این پسر و همسرش نخستین افراد خانواده هستند که به زیارت عتبات عالیات مشرف می شوند ......
تا زمان مادر بزرگ ما هنوز بسیاری از آیین کهن و اصطلاحات رواج داشت که متاسفانه بر اثر پراکنندگی خانواده ها از خشکسالی و ساکن شدن خاندانهای غریبه به فراموشی سپرده شد.
یکی از رسوم دیرین ازدواج فامیلی بود که کم و بیش ادامه داشته ولی بر اثر تحول فرهنگ و آداب کم رنگتر گردیده و خانواده خودمان هنوز پابند به آن هستیم.
گفته می شود خاستگاه اصلی پدران ما جنوب یعنی استان فارس یا یزد بوده که اطلاع دقیقی ندارم.
گفته میشود سیستم آبیاری منطقه در زمان شیخ بهایی توسط نهر بزرگی به نام مادی کوشک تاسیس گشته که تا پیش از افتتاح کانال جدید آبرسانی دائر بود و شاید پیرمردانی باشند که به یاد داشته باشند . وسیله ای بنام پنگ برای تنظیم و تقسیم آبیاری داشتند که عبارت از پیاله کوچکی بود که ته آن سوراخی داشت و آن را داخل ظرف بزرگ پر آب میگذاشتند تا پر شده در آب فرو رفته یک بازه زمانی برای سهم بندی آب بین کشاورزان را تعیین می کرد.
ادامه دارد ....